# Cerodontha pappi
Cerodontha pappi är en tvåvingeart som beskrevs av Zlobin 1980. Cerodontha pappi ingår i släktet Cerodontha och familjen minerarflugor.
Artens utbredningsområde är Ungern. Inga underarter finns listade i Catalogue of Life.